# Hussayn Touati
Hussayn Touati (Pontoise, 2001. október 3. –) francia–algér labdarúgó, a svájci Servette csatárja.

## Pályafutása
Touati a franciaországi Pontoise városában született. Az ifjúsági pályafutását az Entente, a Lyon és a PSG csapatában kezdte, majd a svájci Servette akadémiájánál folytatta.
2022-ben mutatkozott be a Servette első osztályban szereplő felnőtt keretében. Először a 2022. november 13-ai, Zürich ellen 4–1-re elvesztett mérkőzés 60. percében, Dereck Kutesa cseréjeként lépett pályára. Első gólját 2023. április 26-án, szintén a  Zürich ellen hazai pályán 4–0-ás győzelemmel zárult találkozón szerezte meg.

## Statisztika
2023. május 29. szerint.
| Klub     | Szezon   | Bajnokság          | Bajnokság | Bajnokság | Kupa  | Kupa  | Nemzetközi | Nemzetközi | Összesen | Összesen |
| Klub     | Szezon   | Bajnokság          | Mérk.     | Gólok     | Mérk. | Gólok | Mérk.      | Gólok      | Mérk.    | Gólok    |
| -------- | -------- | ------------------ | --------- | --------- | ----- | ----- | ---------- | ---------- | -------- | -------- |
| Servette | 2022–23  | Swiss Super League | 11        | 2         | 3     | 0     | ―          | ―          | 14       | 2        |
| Összesen | Összesen | Összesen           | 11        | 2         | 3     | 0     | 0          | 0          | 14       | 2        |